# Ногіно (Псковська область)
Ногіно (рос. Ногино) — присілок в Островському районі Псковської області Російської Федерації.
Населення становить 21 особу. Входить до складу муніципального утворення Бережанская волость.

## Історія
Від 2015 року входить до складу муніципального утворення Бережанская волость.

## Населення
| 2001 | 2002 | 2010 |
| ---- | ---- | ---- |
| 30   | ↘28  | ↘21  |